# 彼得·亨蒂

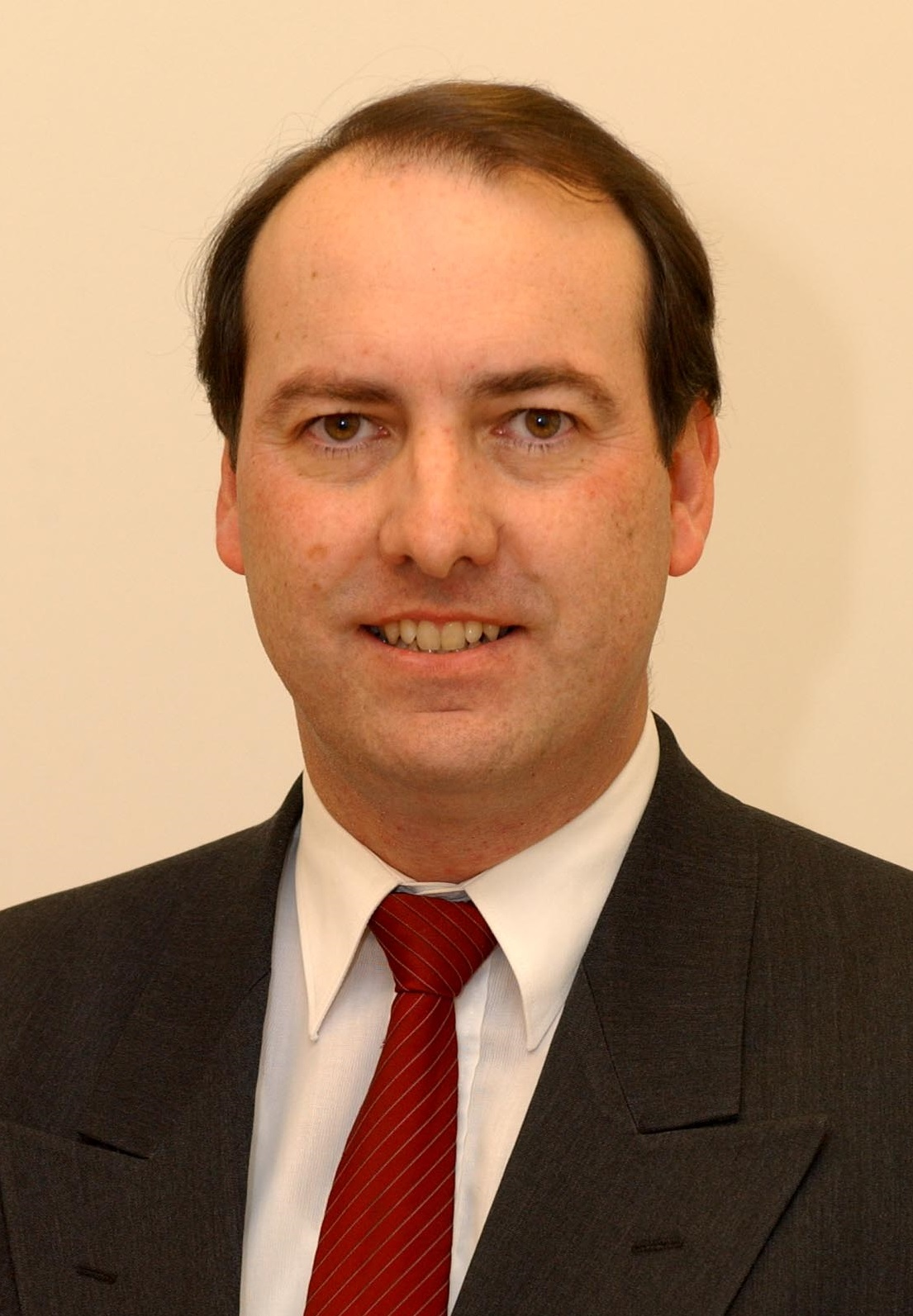
彼得·亨蒂

彼得·亨蒂（Peter Hendy，1962年1月10日—）是一位澳洲政治人物，他的黨籍是澳洲自由黨。自2013年開始，他是伊登-蒙埃羅選區選出的澳大利亞眾議院的議員。自2016年2月開始，他擔任澳洲財政部的副部長。